# Plaza Tiradentes
La Plaza Tiradentes es una plaza situada en el barrio Centro de Río de Janeiro, en Brasil. Se llama así para conmemorar a Joaquim José da Silva Xavier "Tiradentes", el alférez héroe de la Conspiración Minera de fines del siglo XVIII.

## Historia

### SiglosXVIIyXVIII
La plaza se originó el siglo XVII, a partir del loteo del Campo de San Domingos. Inicialmente se llamó Rossio Grande, en una referencia a la plaza Rossio de Lisboa. Luego se llamó campo de los Gitanos, por haber sido ocupado por tiendas de gitanos.
A partir de 1747, con la construcción de la iglesia de Nuestra Señora de la Lampedusa en un terreno próximo, comenzó a conocerse como Campo de la Lampedusa. A finales del siglo XVIII, el entonces presidente de Senado, Antônio Petra de Bittencourt, irguió un palacete enfrente a la plaza (el Solar del Vizconde del Río Seco, antiguo edificio del Detran).

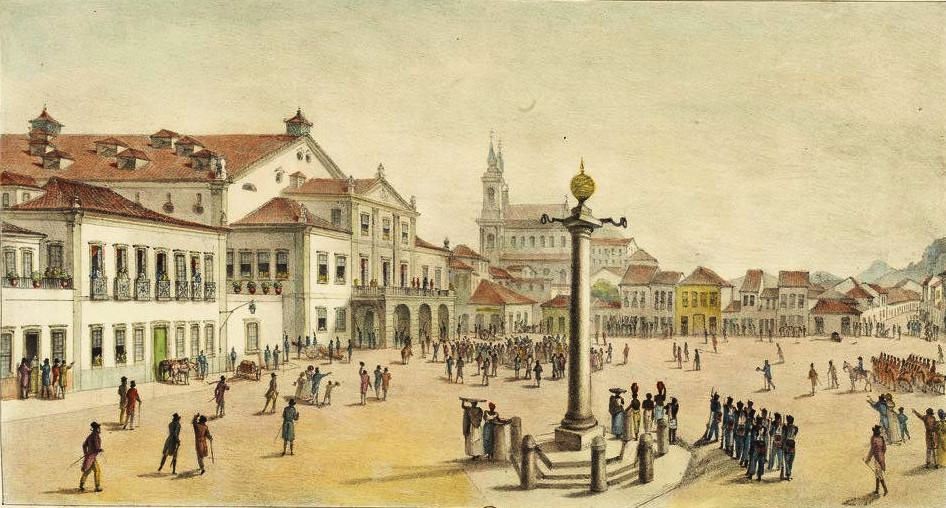
Antiguo Rossio Grande con la picota aún en pie. Al fondo, el Real Teatro de San João (Debret, 1834.

### SigloXIX
A partir de 1808 la plaza pasó a ser llamada de Campo del Polé, debido a la instalación de una picota.

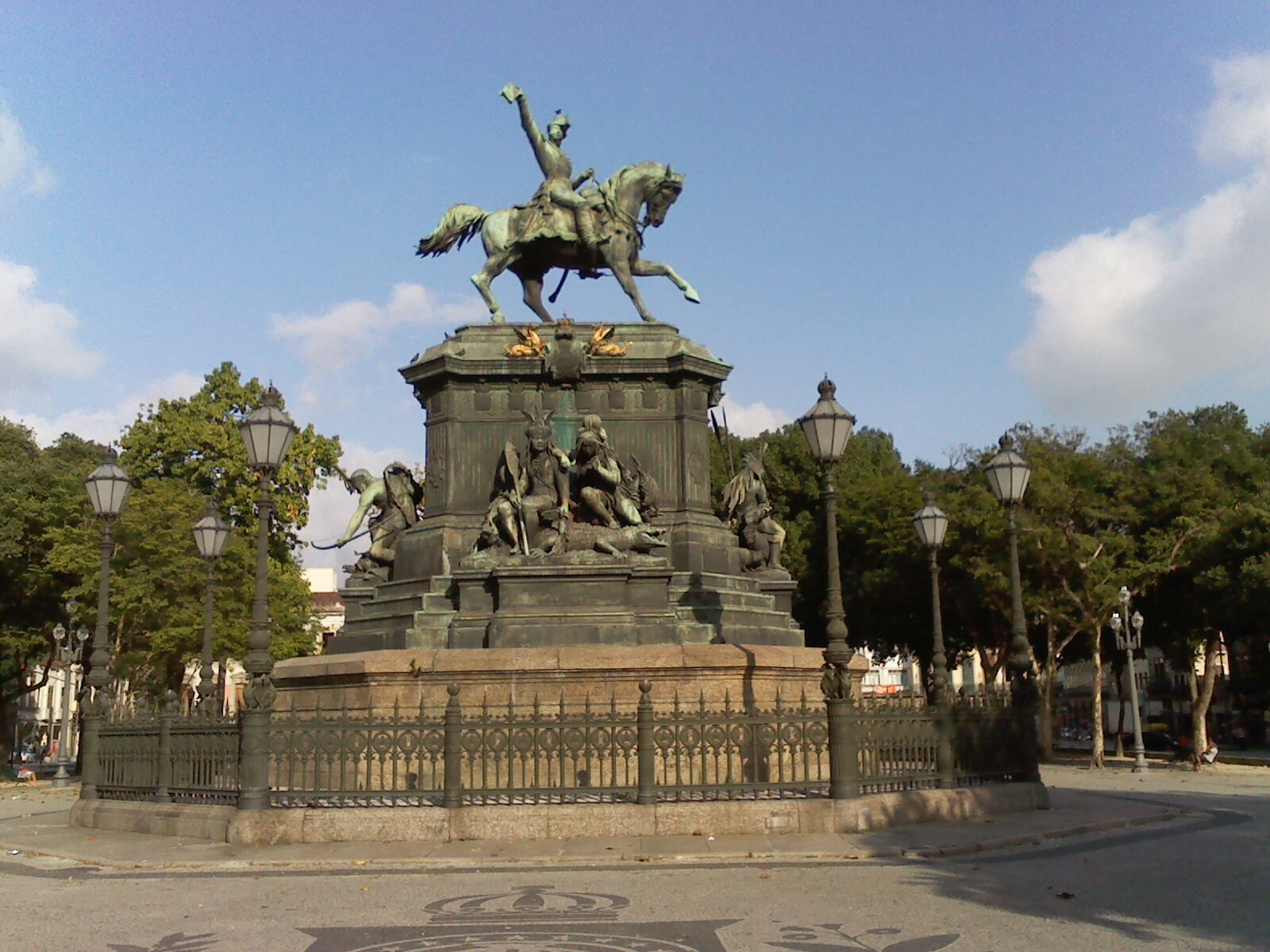
Estatua de Pedro I.

En 1821 el príncipe regente, Pedro de Alcántara, juró fidelidad a la Constitución Portuguesa entonces en elaboración en el Real Teatro San Juan (donde hoy se localiza el Teatro João Caetano), en las inmediaciones de la plaza. Por esto se la llama Plaza de la Constitución.
En 1862 se instaló en el centro de la plaza la estatua ecuestre de Pedro I, diseñada por João Maximiano Mafra y ejecutada por el escultor francés Louis Rochet por encargo del emperador Pedro II de Brasil. 

En 1865, la plaza recibió cuatro estatuas más. De estilo clásico, estas esculturas de hierro fueron fundidas  la Fundición Val d'Osne y representan las cuatro virtudes de las naciones modernas: la Justicia, la Libertad, la Unión y la Fidelidad, .

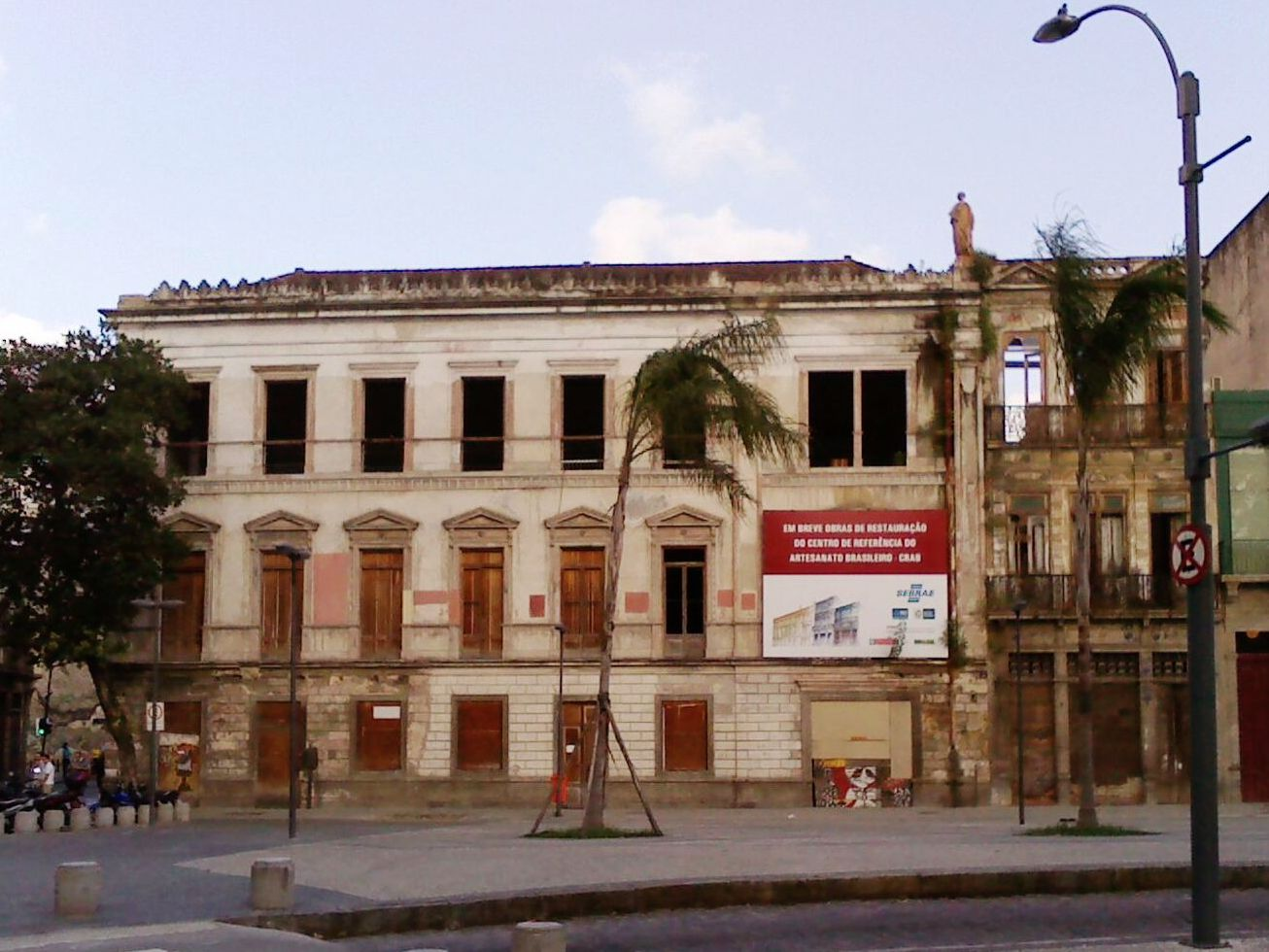
Solar del Visconde del Río Seco (antiguo edificio del Detran).

En 1872 se inauguró en sus inmediaciones el "Theatre Franc-brésiliene", actual Teatro Carlos Gomes. En 1890, la plaza adquirió su actual nombre, en conmemoración al centenario de la muerte de Tiradentes, que se celebró en 1892. Tiradentes, conspirador y mártir de la conspiración minera, fue ejecutado prójimo a la plaza, en la esquina de la calle Señor de los Pasos con la avenida Passos.

### SiglosXXyXXI

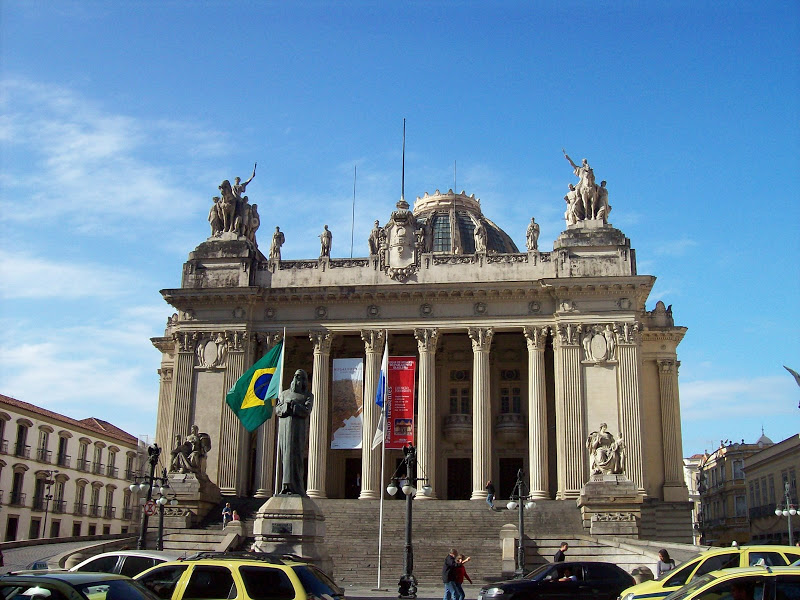
Palacio Tiradentes

Durante la efervescencia cultural del final del siglo XIX e inicio del siglo XX, quedó conocida por ser el "punto cien réis" de los tranvías que regresaban a Muda, en la zona de Tijuca. Durante esa época, la cantante lírica brasileña Bidu Sayão vivió en una casa en el número 48 de la plaza.

Posee, en su entorno, dos de los más importantes teatros de la capital fluminense: el Carlos Gomes y el João Caetano. También en su entorno se localizan algunos establecimientos tradicionales centenarios, como el Real Gabinete Portugués de Lectura o el Bar Luiz. Fue un afamado punto de bohemia y de la prostitución de la historia de la ciudad, una actividad  que se remonta al siglo XIX y que solo comenzó a desaparecer en el siglo XXI.

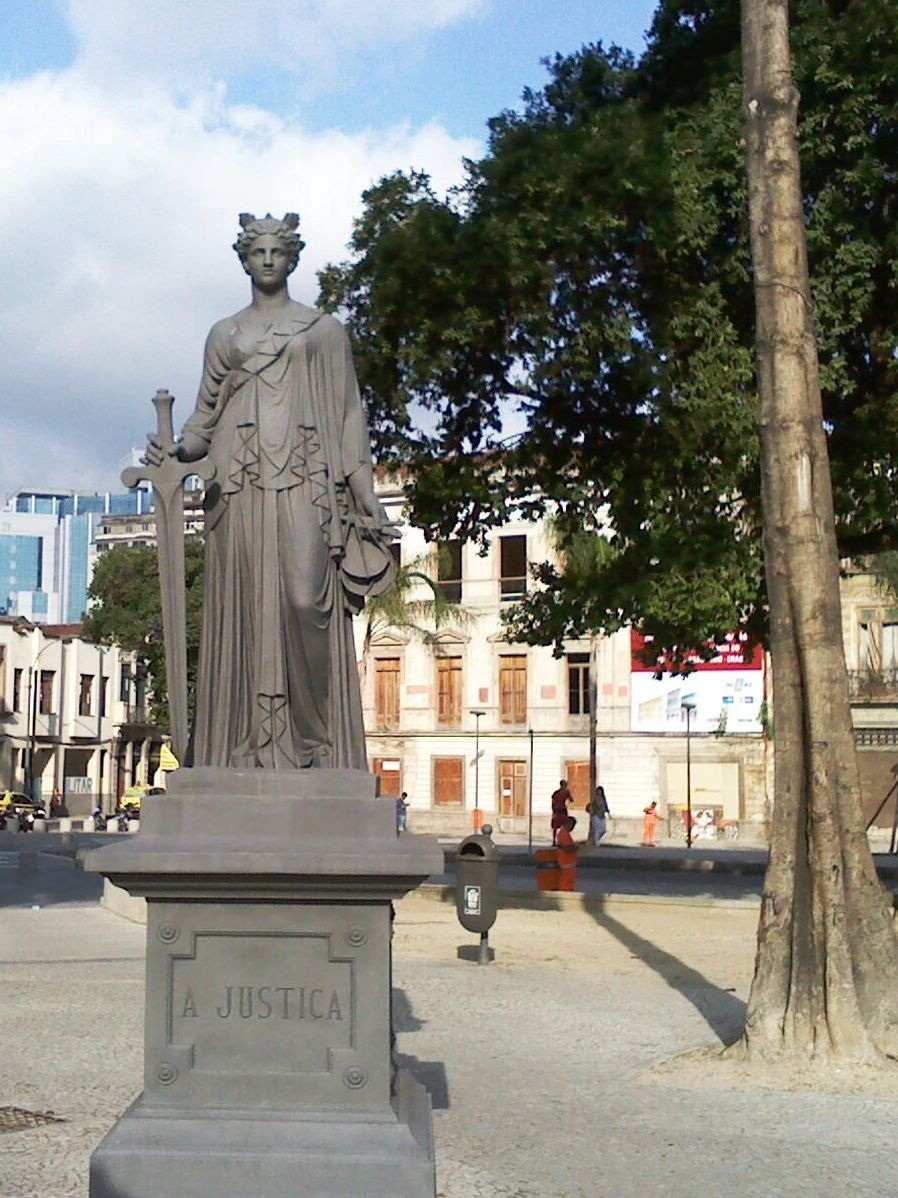
Estatua La Justicia.